# Väinö Hannikainen

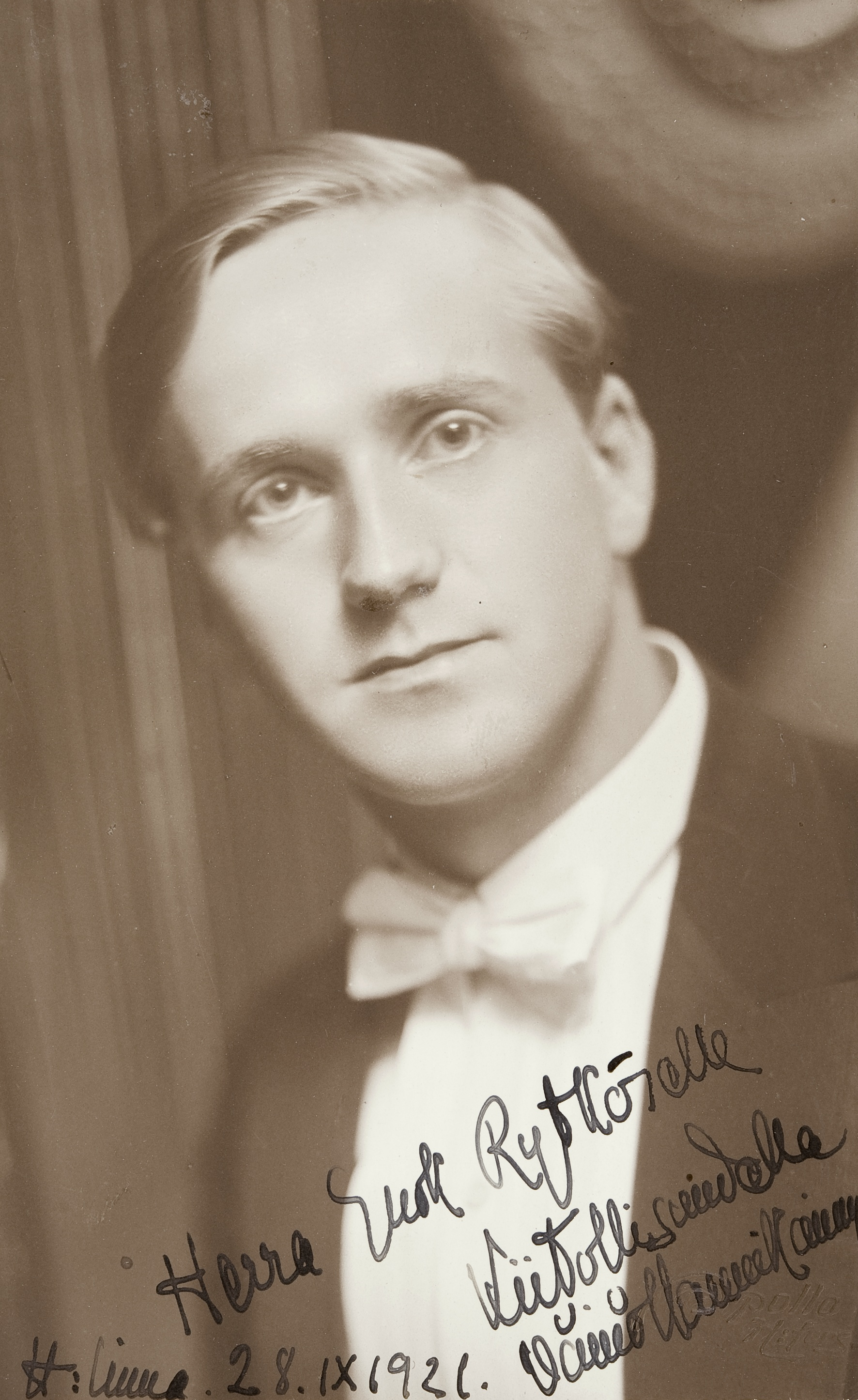
Vaino Hannikainen, ca. 1921

Väinö Atos Hannikainen (* 12. Januar 1900 in Jyväskylä; † 7. August 1960 in Kuhmoinen) war ein finnischer Komponist.
Der Sohn des Komponisten Pekka Juhani Hannikainen studierte am Musikinstitut von Helsinki (der heutigen Sibelius-Akademie) Komposition, theoretische Fächer, Klavier und Orgel. Durch das Spiel der finnischen Harfenistin Aino Kajanus angeregt, entdeckte er die Harfe als sein Instrument. Zunächst erlernte er sie bei Aino Kajanus, dann bei Lilly Kajanus-Blenner, wobei er eine technisch und künstlerisch souveräne Beherrschung dieses Instruments erlangte. Er setzte seine Studien in der Folge 1921–1923 in Berlin und später auf mehreren Reisen nach Paris fort. Hannikainen trat auf vielen Tourneen in Finnland und im Ausland als Harfenist, aber auch als Klavierbegleiter auf. 1923–1957 war er erster Harfenist des Stadtorchesters Helsinki.
Zu Väinö Hannikainens Werken gehören unter anderem die Kammeroper „Aino“, das Ballett „Onnen linna“ (1938/1939), eine sinfonische Dichtung, eine Harfensonate (1919), das erste finnische Harfenkonzert (1922), Variationen für Harfe und Orchester, Theater- und Filmmusik sowie mehrere Kantaten und Sololieder. Eine in den 1950er-Jahren begonnene Monographie über seinen Vater Pekka Juhani Hannikainen blieb unvollendet. Väinö Hannikainen starb im Alter von 60 Jahren in seiner Villa in Kuhmoinen (Aavaranta) an einem Herzinfarkt.